# Kościół Świętej Rodziny w Praszce
Kościół Świętej Rodziny – rzymskokatolicki kościół parafialny, położony w Praszce (gmina Praszka). Świątynia należy do parafii Świętej Rodziny w dekanacie Praszka, archidiecezji częstochowskiej.

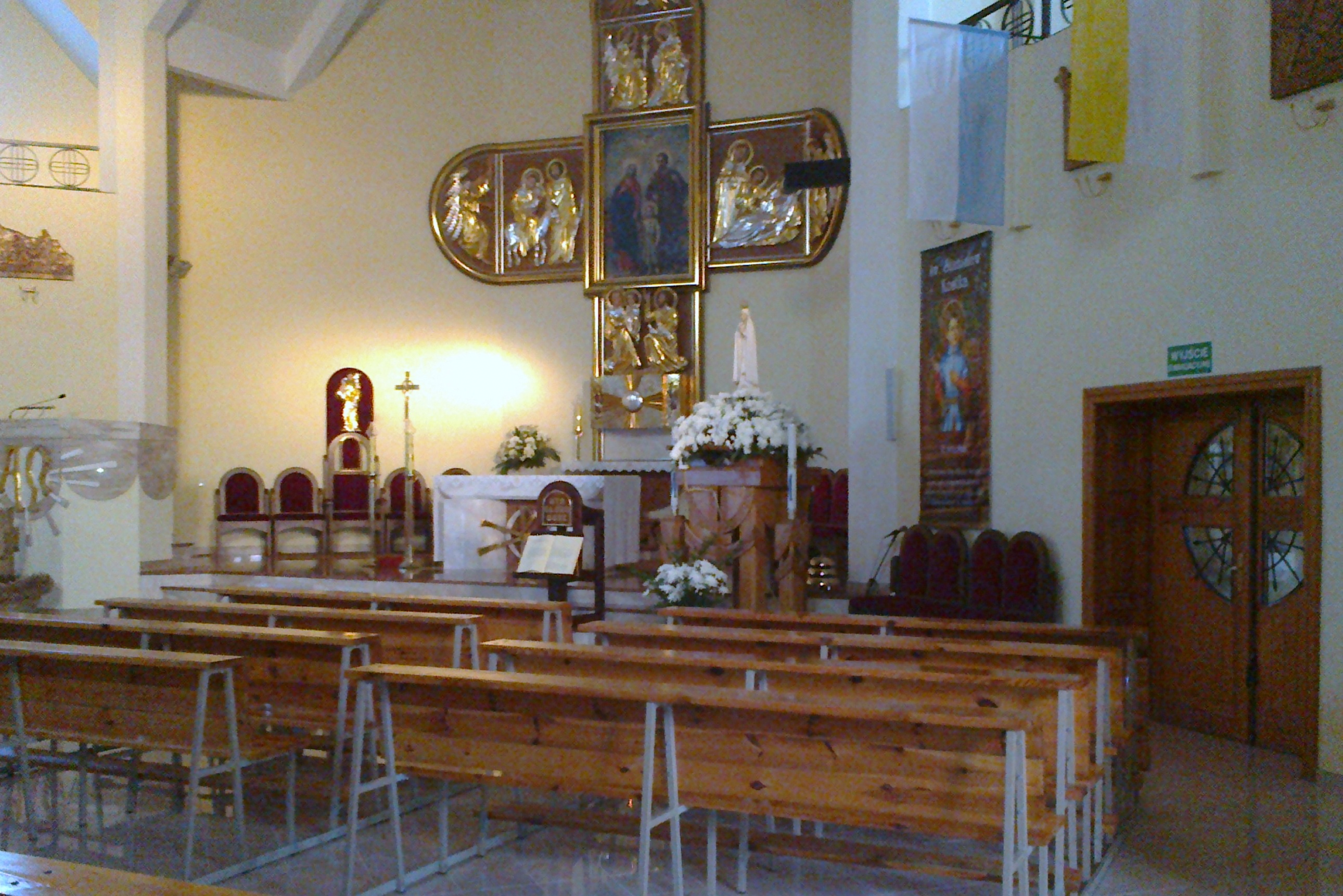
Wnętrze świątyni

## Historia kościoła
Na tzw. „Makowym Wzgórzu” w Praszce, od czasu erygowania parafii (od 1988 roku) stoi niewielki kościółek, który pełnił rolę kościoła parafialnego. Po wybudowaniu nowej świątyni stał się sanktuarium Najświętszej Maryi Panny Kalwaryjskiej. W prezbiterium tego kościoła znajduje się kopia obrazu Matki Bożej Kalwaryjskiej, który w 2002 roku został poświęcony przez błogosławionego Jana Pawła II. W 1996 roku, ówczesny proboszcz parafii Świętej Rodziny ksiądz Stanisław Gasiński, rozpoczął budowę kościoła parafialnego. 13 października 2000 roku został wmurowany kamień węgielny, a zakończenie budowy nastąpiło w 2005 roku.